# Merseybeat
Merseybeat (genoemd naar de rivier de Mersey, die langs Liverpool stroomt) is een muziekstijl binnen de rockmuziek. Bekende vertegenwoordigers van dit genre zijn The Beatles, The Searchers, Gerry & the Pacemakers en The Merseybeats.

## Ontstaan
Merseybeat was populair in de jaren '60. Hij kwam oorspronkelijk uit de Engelse havenstad Liverpool en was een combinatie van rock-'n-roll, skiffle en rhythm and blues. Men noemt de merseybeat ook wel de Liverpool-sound. De merseybeat bleef alleen lokaal populair totdat bands zoals The Beatles, Gerry & the Pacemakers en de zangeres Cilla Black landelijk en internationaal doorbraken. Ook Freddie & the Dreamers en The Searchers kan men rekenen bij de belangrijke vertegenwoordigers van deze muziekstroming. Een van de populairste typische merseybeatbands was genaamd The Merseybeats.
Andere voorbeelden van merseybeatgroepen zijn: The Swinging Blue Jeans, The Mojos, The Fourmost, Billy J. Kramer with The Dakotas, The Big Three, Rory Storm and the Hurricanes, Faron's Flamingoes, King Size Taylor & the Dominoes en The Dennisons.

## Kenmerken
De beatmuziek werd gekenmerkt door de 'beatslag': een stuw met de vingers op de bovenste snaren van de slaggitaar. De andere instrumenten waren de basgitaar en de drums. Verder had iedere beatband een of meerdere zangers.